# Lithocarpus monticolus
Lithocarpus monticolus là một loài thực vật có hoa trong họ Cử. Loài này được (Koidz.) Rehder mô tả khoa học đầu tiên năm 1919.